# 奧萊斯科城堡
奥莱斯科城堡（烏克蘭語：Олеський замок）是位於烏克蘭城市奥莱斯科的一座城堡建築。這座城堡的首次歷史記錄可追溯到1390年的一份文件，當時教宗波尼法爵九世將奥莱斯科和圖斯坦贈予哈利奇的一位天主教主教。該城堡位於烏克蘭西部最大的城市利維夫以北約75公里的地方。

## 位置

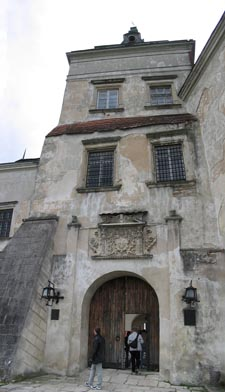
奥莱斯科城堡的入口。

奥莱斯科城堡呈橢圓形，建立在一座約 50 公尺高的小山頂上。城堡周圍有護城河和城牆，為城堡提供防禦。城堡周圍還有一片茂密的沼澤地。這座城堡所在的土地多次易主。它最初位於沃倫和利維夫之間的邊界地區。
在歷史上，該城堡曾在不同時期歸屬於波蘭、立陶宛和匈牙利。在14世紀，由於這三個國家之間的移動邊界穿越了城堡的領土，奥莱斯科城做為重要的政治地標。為了爭取該城堡的所有權，當時引發的爭奪戰是持續不斷的。城堡地下室的深井曾被用作被圍困囚犯的逃生通道。

## 修建工程

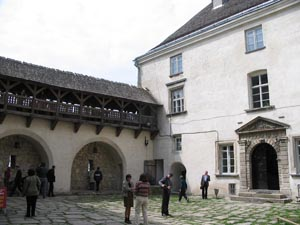
奥莱斯科城堡

在16世紀末至17世紀初，進行了對城堡的修復工程。畫作和馬賽克風格的設計被帶入城堡的不同房間進行裝飾。城堡以當時流行的義大利文藝復興風格進行了改建。
1838 年，一場地震襲擊了城堡，部分區域受到破壞。1882 年，這座被視為波蘭國家紀念設施的城堡，被奥莱斯科城堡保護委員會購買，隨後於 1892 年進行修復。修復期間發生過兩次世界大戰，對城堡造成了負面影響，甚至破壞了先前已修復的建築。
自 1954 年開始，委員會對城堡擬定了修復計劃，直到 1958 年才開始實際的修復工作。原本有計劃將堡壘改建成度假屋，但後來將城堡交給了利維夫美術館作為博物館用途。在 1970 年至 1974 年期間，由鮑里斯·沃茲尼茨基的領導下，城堡進行了長期的修復工作，恢復了其在18世紀末期最繁榮時期的樣貌。到 1975 年，城堡的展示區已經建立完成，博物館正式開放。館內展示著 16 至 17 世紀的古董家具和藝術品收藏，如雕塑、繪畫、應用藝術品、掛毯、武器以及當時的日常生活用品。博物館的收藏內容被認為是波蘭藝術的最豐富寶庫之一，超越波蘭的國界。1989 年，它獲得了博物館保護區的地位。

這座城堡是「金色馬蹄鐐」的一部分，除了奥莱斯科成百外，還有另外兩座鄰近的城堡：皮德吉爾齊城堡和佐洛奇夫城堡。這三座城堡以其歷史和建築價值而聞名，形成了一個環形的景點，吸引了許多遊客。這些城堡共同展示了當地的豪華建築風格和貴族生活的痕跡，是烏克蘭重要的文化遺產之一。遊客可以在這個地區欣賞到多個不同時期和風格的建築，並體驗中世紀的氛圍和藝術之美。

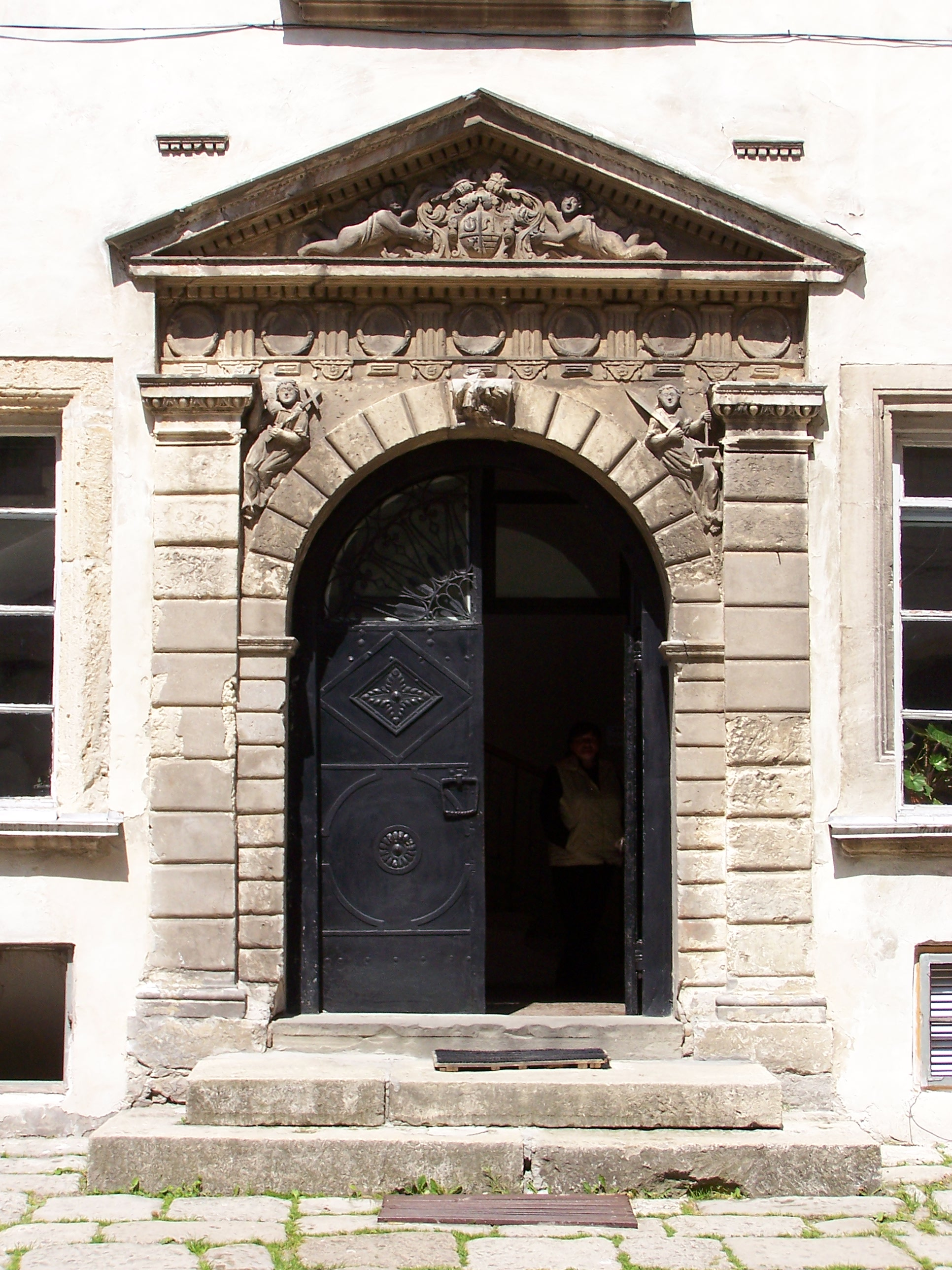
帶有鏽蝕的城堡門廊。
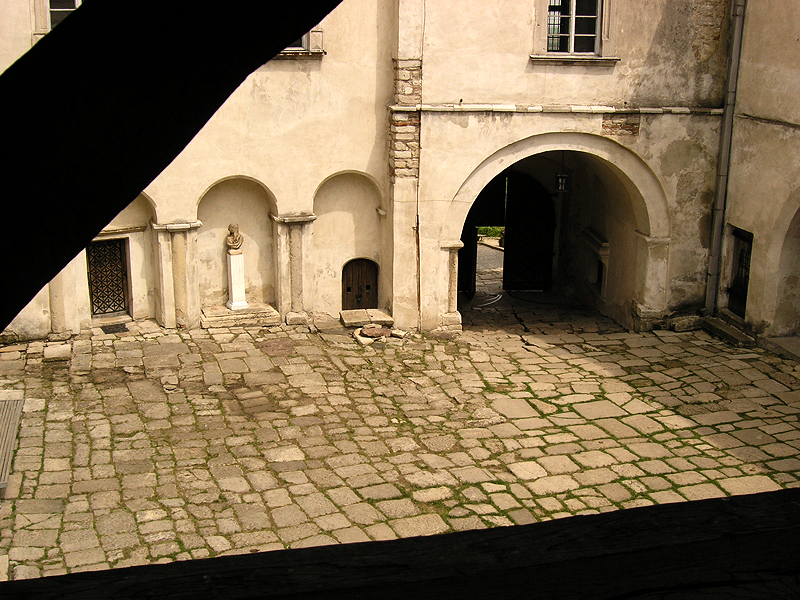
城堡的庭院。

### 博物館展示品
利維夫美術館保存的多項收藏品使其創造出一個獨特的展覽，它在某種程度上類似於其他城市的城堡展覽，但也有很大的不同之處。城堡的悠久歷史並未有助於保存許多當代的物品（戰爭或自然災害導致），因此展覽中大多呈現的是建築立面、城堡門廊和石頭上的紋章浮雕等表現時代的元素。

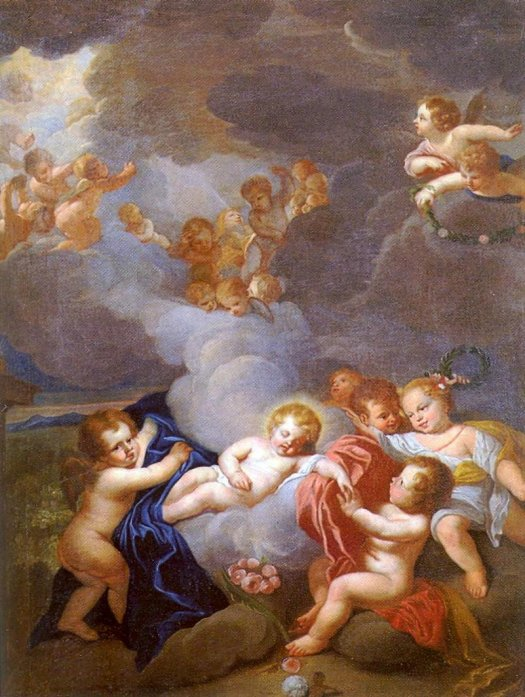
圍繞熟睡的基督聖子與天使們，西蒙·切霍維茨
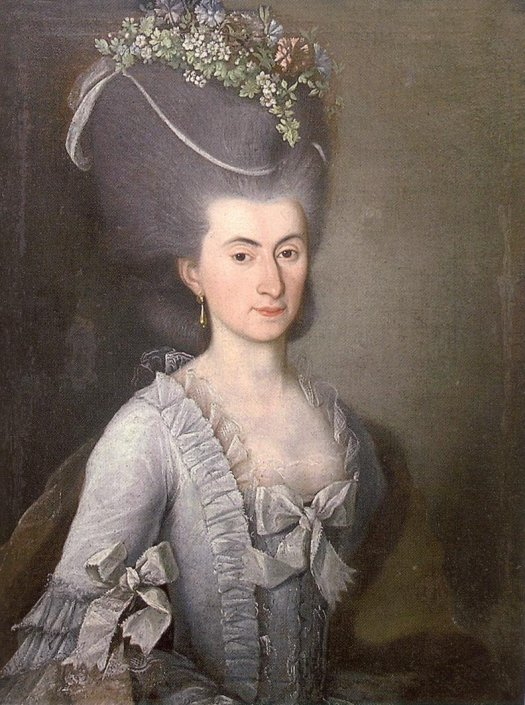
貴婦人肖像，約澤夫·霍伊尼茨基
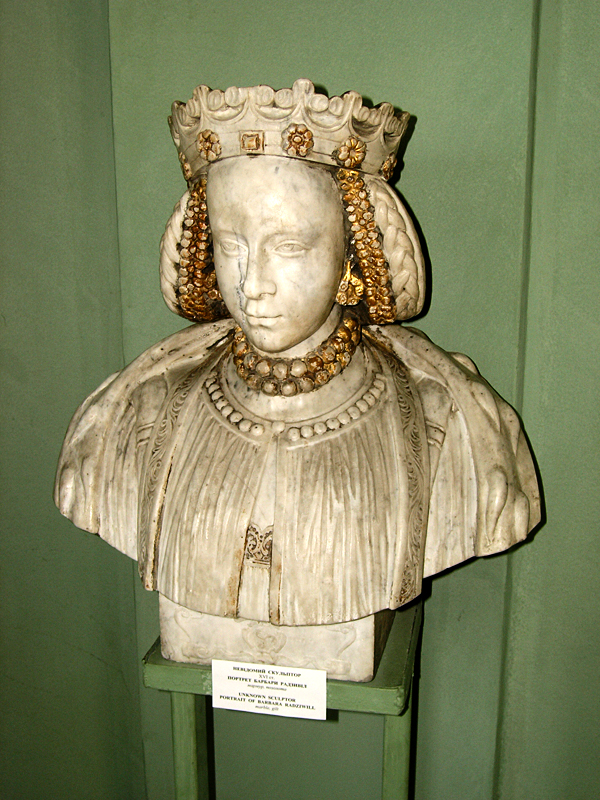
王后芭芭拉·拉齊維烏的半身雕塑

## 後續發展

### 遊客活動
截至 2021 年，遊客有機會在城堡購買個人化的收藏紀念狀，證明他們獲得了貴族地位，且能夠與穿著 17 世紀風格的軍事指揮官合影。

### 郵票與紀念幣

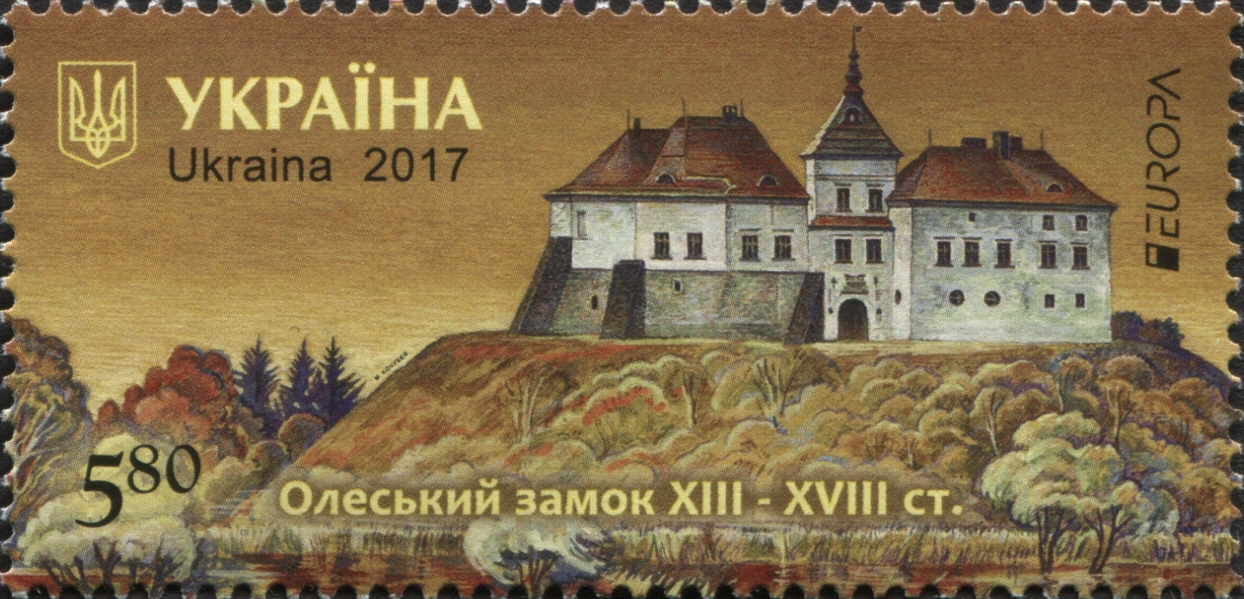
烏克蘭郵政的郵票「奥莱斯科城堡」（2017年）。

在 2017 年，烏克蘭郵政局發行了一枚名為  的郵票，幣值為 5.80 赫里夫尼亞。這枚郵票是根據歐洲郵政運營商聯盟 PostEurop 所舉辦的郵票年度排名計劃，並以「歐洲」為主題而發行的，這代表著烏克蘭在這一郵票排名活動中的參與。
2021年8月17日，烏克蘭國家銀行發行了用銀打造的奥莱斯科城堡紀念幣，幣值為 10 赫里夫尼亞。這枚紀念幣屬於「烏克蘭建築遺產（紀念幣）」系列。

## 外部連結
- Castles.org （页面存档备份，存于） - Olesko Castle
- lvivecotour.com （页面存档备份，存于） - Olesko Castle Tour in English]
- Olesko Castle at the Wilanów Palace Museum （页面存档备份，存于）
- Medieval restaurant Hrydnytsya inside Olesko castle （页面存档备份，存于）